# Ambassade du Maroc au Koweït
L'ambassade du Maroc au Koweït est la représentation diplomatique du royaume du Maroc auprès du Koweït. Elle est située au quartier Yarmouk, bloc n°2, avenue n°2, rue n°3, villa n°14 à Koweït, la capitale du pays.
Son ambassadeur est, depuis le 14 décembre 2021 Ali Benaissa.

## Ambassadeurs du Maroc
| Nom                | Titre                  | Date de la nomination | Date de remise des lettres de créance | Date de fin de mission  | Monarque du Maroc      | Princes du Koweït                                                                           |
| ------------------ | ---------------------- | --------------------- | ------------------------------------- | ----------------------- | ---------------------- | ------------------------------------------------------------------------------------------- |
| Fatmi Benslimne    |                        |                       |                                       | 8 mars 1965             | Hassan II              | Abdallah al-Salim al-Sabah                                                                  |
|                    |                        |                       |                                       |                         | Hassan II              | Sabah al-Salim al-Sabah                                                                     |
| Ahmed Ibn El Melih | Ambassadeur            | 1973                  |                                       | 1977                    | Hassan II              | Sabah al-Salim al-Sabah                                                                     |
|                    | Ambassadeur            |                       |                                       | Jaber al-Ahmad al-Sabah | Hassan II              |                                                                                             |
| Driss Kettani      | Ambassadeur            | 5 novembre 1996       |                                       | 11 septembre 2001       | Hassan II/ Mohammed VI |                                                                                             |
| El Mekki Gaouane   | Ambassadeur            | 26 septembre 2001     | 23 octobre 2001                       |                         | Mohammed VI            |                                                                                             |
| Mohammed Belaich   | Ambassadeur            | 10 janvier 2006,      |                                       | 2011                    | Mohammed VI            | Jaber al-Ahmad al-Sabah/Saad al-Abdallah al-Salim al-Sabah/Sabah al-Ahmad al-Jaber al-Sabah |
| Yahia Bennani      | Ambassadeur            | 6 décembre 2011,      |                                       | 2013                    | Mohammed VI            | Sabah al-Ahmad al-Jaber al-Sabah                                                            |
| Mehdi Rami         | Chargé d'affaires a.i. | 2014                  |                                       | 2016                    | Mohammed VI            | Sabah al-Ahmad al-Jaber al-Sabah                                                            |
| Jaafar Hakim Alj   | Ambassadeur            | 13 octobre 2016,      | 26 décembre 2016                      |                         | Mohammed VI            | Sabah al-Ahmad al-Jaber al-Sabah/Nawaf al-Ahmad al-Jaber al-Sabah                           |
| Ali Benaissa       | Ambassadeur            | 14 décembre 2021,     | 6 janvier 2022,                       |                         | Mohammed VI            | Nawaf al-Ahmad al-Jaber al-Sabah                                                            |

## Marocains résidents au Koweït
En 2005, la communauté marocaine au Koweït s’élevait à 2.100 ressortissants avant d'atteindre 3.931 personnes recensées selon les résultats statistiques publiés par la direction générale de l'immigration Koweïtienne menés en 2014.